# Batagur trivittata
Batagur trivittata is een schildpad uit de familie Geoemydidae. De soort werd lange tijd tot het geslacht Kachuga gerekend waardoor de literatuur hier vaak naar verwijst. De soort werd voor het eerst wetenschappelijk beschreven door André Marie Constant Duméril & Gabriel Bibron in 1835. Oorspronkelijk werd de wetenschappelijke naam Emys trivittata gebruikt.

## Uiterlijke kenmerken
Het schild is elliptisch van vorm en heeft een kiel op het midden die bij juveniele dieren beter zichtbaar is. Met een maximale schildlengte van 58 centimeter is dit een van de grootste soorten uit de familie Geoemydidae. De mannetjes blijven kleiner tot 46 cm en zijn verder te herkennen aan een langere en dikkere staart en een buiten het schild uitstekende cloaca. Het seksueel dimorfisme uit zich ook in de schildkleur: mannetjes hebben een bruin tot groen schild met drie donkere strepen in de lengte, die bij de vrouwtjes ontbreken. Het buikschild of plastron is geel van kleur, de kop, nek en ledematen zijn groen. Aan de voorzijde van de voorpoten en achterzijde van de achterpoten zijn vergrote schubben aanwezig.

## Algemeen
Batagur trivittata komt voor in Azië en is endemisch in Myanmar, mogelijk komt de soort ook voor in China in de provincie Yunnan. In Myanmar is de schildpad vooral bekend uit de rivieren Irrawaddy, Sittang en Salween. De Birmese drieklauw (Nilssonia formosa) heeft overigens dezelfde verspreiding. De habitat bestaat uit grote, diepe rivieren. Over de biologie en levenswijze is weinig bekend, vermoed wordt dat de soort herbivoor is.